# 安迪·比格斯
安迪·比格斯（英語：Andy Biggs，1958年11月7日—）是美国政治家，共和黨籍。他曾經就讀於楊百翰大學、亚利桑那大学和亞利桑那州立大學。自2013年開始，他擔任亚利桑那州参议院議員。2016年，他代表共和黨出戰亞利桑那州第五國會選區的聯邦眾議員並當選。